# Alud (cómic)
Rockslide (o Alud en España), de nombre Santo Vaccarro, es un personaje ficticio, un superhéroe mutante y miembro de los X-Men en el universo de Marvel Comics. Es estudiante en el Instituto Xavier y un miembro del antiguo escuadrón Los Infernales. Después del Día M fue uno de los 27 estudiantes que mantuvo sus poderes. Es el mejor amigo de Julian Keller (Infernal) y es íntimo y protector de Cessily Kincaid ( Mercurio). A pesar de sus primeras apariciones como un típico matón se ha convertido en un buen amigo (aunque muy jactancioso) y feroz protector de la mayoría de los estudiantes de la escuela.

## Biografía ficticia del personaje
Mutante italo-americano de Boston, Santo fue enviado al Instituto Xavier, donde se hizo amigo de Julian y de los aspirantes a Los Infernales. Asesorado originalmente por Iceman, fue seleccionado por Emma Frost para ser parte de su preciado escuadrón de Los Infernales. Vaccarro y el resto de los Infernales ganaron el torneo de campo y fueron declarados el mejor equipo al final del año escolar. Santo sueña ser una estrella superhumana de la lucha libre y disfruta con las series de televisión de misterio (como Medium con Patricia Arquette y Se ha escrito un crimen). También es un fan de Dance Dance Revolution.
Durante las vacaciones de verano, Julian, de familia acomodada, invitó a sus amigos a su casa. Los Infernales se metieron en problemas con rapidez a causa de la apariencia de Santo y Cessily asustando a la gente en el aeropuerto. Después de una breve lucha al grupo se le permitió subir a bordo y se dirigieron a California, de donde es originario Julian. Pronto, el equipo se encontró con el "Hacedor de Reyes", del que cada uno recibió un deseo. El deseo de Santo era convertirse en un campeón de clase mundial en la lucha superhumana. Sin embargo, cuando Los Infernales finalmente se negaron a un acuerdo permanente con el Hacedor de Reyes este destrozó a Alud con un disparo láser. Julian usó su telequinesis para rehacerlo de nuevo y juntos lo derrotaron.

### Diezmados
Después del Día M fue uno de los pocos estudiantes que no perdieron sus poderes. Los estudiantes y el personal sin poderes fueron enviados a sus casas. Un autobús de la escuela fue atacado por el fanático religioso anti-mutante, reverendo William Stryker, y el excompañero de equipo de Santo y amigo Brian (Tag) estuvo entre los muertos. Los X-Men celebran un funeral para aquellos estudiantes cuyos padres no los reclaman y Santo reflexiona sobre cómo él había "fracasado" por no ser capaz de salvar a los asesinados.
Con la población mutante reducida drásticamente, el gobierno envió el Escuadrón de Centinelas O * N * E * para velar por la escuela, que fue acogiendo a los mutantes restantes como refugio. Todos los estudiantes restantes fueron conducidos por Emma Frost a una pelea sin cuartel y los mejores fueron asignados al nuevo grupo de X-Men. Santo entró en el equipo y comenzó a entrenar para convertirse en un X-Man.
William Stryker continuó sus ataques terroristas contra la escuela. El compañero de equipo de Santo, Josh (Elixir), terminó con los planes de Stryker matándolo. Los Nuevos X-Men con la ayuda de David (Prodigio), a continuación, descubrieron la conexión entre Stryker y Nimrod. La líder del equipo, Nori (Tensión), decidió que el equipo iba a encontrar y destruir el robot. Cuando el equipo se enfrentó a Nimrod, Santo reveló lo mucho que la muerte de sus compañeros de escuela le había afectado cuando interceptó un ataque del robot hacia Julian gritando "Otra vez no!". Fue destruido por el ataque, lo que alentó al resto del equipo para derrotar a Nimrod. Julian y Mercurio trataron desesperadamente de recomponerlo pero los restos de rocas que quedaron no se movieron. Afortunadamente, incluso en su forma destruida, fue capaz de sobrevivir y finalmente se recompuso sólo para convertirse en más grande y más resistente que su forma anterior. Más tarde habla con Cerilla y Anole acerca de sus capacidades y de lo útil o inútil que serían si se unieran al equipo de los Nuevos X-Men diciéndoles que podían ser posibles candidatos a entrar en el equipo. Estará en el servicio en memoria de todos los estudiantes muertos en el ataque de Stryker contra el Instituto.
Santo ve a los Jóvenes Vengadores en la televisión, conociendo su existencia por primera vez, para sorpresa de sus compañeros de estudios. Él decide que los Nuevos X-Men deberían darles una paliza luchando él contra Hulkling. Sus compañeros Loa y Anole le dicen que Hulkling le ganaría.
Acompañó a los X-Men cuando saltaron desde el X-Jet para salvar a Cessily. Ayudó con gran entusiasmo durante la lucha y después se burló de Gata Sombra y sus poderes, diciendo que ser un X-Man debía ser "muy duro". Kitty luego en broma amenazó con acabar con él.

### Búsqueda de Magik
Santo y los otros estudiantes fueron capturados por Belasco y llevados al Limbo. Mientras se escondía de Belasco, junto con Venda, Cerilla, Loa, Anole, Cachorro, Hada y Gentil no estuvo seguro de qué hacer. Como los demonios se acercaron al grupo, Santo luchó contra ellos, pero luego aparentemente explotó cuando trató de disparar sus puños contra ellos. Entonces parece reconstruirse a sí mismo en una forma de roca magmática que también es impermeable a la magia y vence a la maldad de Illyana que luego les ayuda para rescatar a sus compañeros de estudios y matar a Belasco. De vuelta a casa amenaza con renunciar si Hada y Anole no forman parte de los Nuevos X-Men.

### World War Hulk
Santo es uno de los estudiantes que luchan contra Hulk cuando ataca el Instituto. Él lo golpea para que los otros estudiantes puedan sujetarlo pero será lanzado lejos cuando Hulk recupera su fuerza. Cuando lo ataque solo parecerá que Hulk sabe quién es y lo que puede hacer. Le arranca los dos brazos de roca, lo pisa y entonces le arranca las piernas. A continuación, se deshace de las extremidades lanzándolas a gran distancia, dejando a Santo sin sus poderes y sin su capacidad de reconstruirse. Sus miembros fueron finalmente localizados después de que Hulk se marche.
Santo confesará que cuando era niño imitaba a Hulk.

### Children of X-Men
Santo está jugando al billar con X-23 y Anole; él y X-23 tratan de convencer a Anole para cortarle su otro brazo. Después llama a Anole marica, este se ofende y lo empuja por la ventana mientras Santo grita "Juro que no lo sabía! No seas tan sensible!" Después se niega a inmolarse, Anole lo llama también marica para conseguir que lo haga. Anole luego se ofrece para tratar de ayudar a estallar a Santo.
Bestia y Coloso supervisan el breve entrenamiento de Santo en la explosión y la regeneración.
Santo más tarde estará de acuerdo en acompañar a Indra al estar preocupado por si lo matan al ser el mutante más joven del mundo; mientras durante una fogata de campamento, señala que no importa la edad que tengan, son mutantes y si alguien va a venir a matarlos cuando lo hagan morirá peleando. Más tarde sacará a Anole del armario delante de algunos estudiantes, aunque Loa era ya consciente y dice que todo el mundo ya sabía lo de su orientación sexual.

### Complejo de Mesías
Algunos de los Nuevos X-Men deciden lanzar un ataque preventivo contra los Purificadores. Después de espiarlos, son emboscados por los Reavers; Santo y X-23 logran dañar la armadura de Dama Mortal. Hada entonces logra teletransportar al equipo y se distribuyen entre Washington y el Instituto. Más tarde será visto a bordo del X-Jet con Iceman y los Nuevos X-Men durante el ataque de los Centinelas a la mansión.
Más tarde, se le ve hablando con Arena sobre honrar a los muertos. A ellos se suma Mercurio y cuando se acercan al cementerio se encuentran con horror a Predator X disfrutando con los cuerpos de los mutantes muertos. Contiene a la criatura, sabiendo que a él no lo puede matar, con lo que los otros pueden escapar.

### Los Jóvenes X-Men
Santo se encuentra con Venda en una cafetería y ella le habla acerca de su premonición de que pronto formará parte del escuadrón de los Jóvenes X-Men, incluyendo la muerte de uno de sus futuros compañeros de equipo, aunque no le presta mucha atención. Así como le predijo, Cíclope le ofrece a Santo formar parte del equipo pero afirma que no estaba pensando en Venda como miembro. Santo exige que se la agregue al equipo e indica que la premonición incluía tanto a él como a ella y amenaza con rechazar la oferta si no es reclutada también.
Más tarde se reveló que Cíclope es realmente Donald Pierce disfrazado manipulando a los Jóvenes X-Men para atacar a los Nuevos Mutantes originales. Como predijo Venda, Cachorro es asesinado en la confrontación final con Pierce, lo cual afecta en gran medida a Santo.

### X-Infernus
Santo y Mercurio están viendo una sesión de entrenamiento entre Hada y Rondador Nocturno cuando esta apuñala a Kurt con su daga alma. Corren y llevan a Megan lejos del cuerpo inconsciente de Kurt, Bestia entra y ella recupera sus sentidos. Cuando se quita el puñal, la Espada de Alma de Magik emerge de su pecho y esta se teletransporta para reclamarla.
Santo se enfrenta a Illyana pensando que todavía es resistente a la magia pero olvida que fue sólo cuando él estaba compuesto de tierra del Limbo. Illyana le sorprende derrotándolo fácilmente. Después de reconstruirse, los X-Men se reúnen y él junto con Mercurio forman parte del equipo de X-Men enviado al Limbo, debido a su resistencia a la magia, pero solo si se reconstruye con materiales del Limbo.
En el Limbo, se reconstruye con tierra de allí mientras el equipo entra en el castillo de Belasco para ayudar a Hada. Encuentran a Illyana derrotada por Fuego Brujo y a Megan transformada en un demonio, Santo y Mercurio se ven obligados a luchar contra Coloso y Wolverine que tienen la mente controlada por la magia.

### Utopía
Santo se muda con los X-Men cuando son forzados a salir de territorio estadounidense por orden de Norman Osborn. Todavía como estudiante, Santo sueña en convertirse en un miembro de pleno derecho de los X-Men y va en misiones de vigilancia con Anole bajo el amparo de la oscuridad. Él estará en Utopía durante los ataques de los esclavos de la Selene Transmutante y del de los Centinelas del futuro de Bastión. Cuando Lobezno decide reabrir la escuela con el fin de dar a los niños una vida sin violencia, él estará de acuerdo en volver.
Con nuevos tutores, como Cámara, Santo se siente como un chaval por primera vez desde el Día M.

### Academia de Lobezno
Cuando Lobezno vuelve a abrir la escuela, Santo es enviado de vuelta a Westchester para estudiar junto a sus amigos. Su mejor amigo es Anole y casi ha perdido todo contacto con su ex mejor amigo Infernal, aunque todos ellos residen en la escuela.

## Poderes y habilidades
En su aparición inicial, el cuerpo del Santo estaba compuesto totalmente de granito; con un aspecto muy similar al de la Cosa. Esto le otorga una fuerza sobrehumana, resistencia, dureza y la capacidad de disparar sus manos como proyectiles.
En la miniserie Hellions, fue destrozado por el Hacedor de Reyes y reconstruido de nuevo por Julian, al igual que cómo una incorpórea Emma Frost fue reanimada por Jean Grey en la primera serie de los Nuevos X-Men. El cuerpo del Santo fue posteriormente borrado por Nimrod. Una vez más con la ayuda de Julian, fue finalmente capaz de rehacerlo. Esta vez su apariencia era más grande y más robusta.
En la historia de la Búsqueda de Magik, Santo intenta disparar sus puños en el Limbo, pero Venda revela que algunos de sus poderes ya no funcionarán. A pesar de que explota de nuevo, Santo regresa como un gran "golem" de lava. Su forma de roca fundida también es resistente a la magia. Esto se muestra cuando Illyana tratado de detener sus ataques y cuando Belasco intenta acabar con él con energía mágica, pero ambos no tienen ningún efecto.
Bestia sospecha que después de que Nimrod hiciera añicos a Santo debió haber atomizado la mayor parte de su cuerpo original y lo disolvió en una especie de estado psíquico incorporeo. Santo, en teoría, es capaz de volver a formarse a sí mismo como un "golem" de cualquier tipo de materia y obtener las propiedades de esa materia. La primera vez que su cuerpo fue destruido, fue capaz de rehacerse con rocas sólidas y obtuvo un cuerpo de roca más grande y robusto. La segunda vez, se reformó a partir de rocas fundidas del Limbo y obtuvo la capacidad de generar y mantener el calor desde el interior y también resistencia a la magia. La tercera vez, se reformó con tierra de la escuela después de explosionarse él mismo. La capacidad original de Santo de disparar su extremidades aparentemente la ha perdido en sus nuevos cuerpos reformados. En cambio, la energía utilizada para propulsar sus miembros está ahora disponible en forma explosiva para todo su cuerpo, destruyéndose, y a partir del cual se puede recuperar.
Durante el ataque de Kuurth, el Rompe Huesos, en Utopía, Gámbito desbloquea el potencial energético de Alud para crear una "bomba viviente", provocando "una de las mayores explosiones de fuerza mutante generada recordadas".

### Personalidad
Santo es recurentemente representado como superficialmente temerario, simple y desconsiderado. Originalmente fue presentado como un matón estereotipado. Sin embargo, él se preocupa profundamente por sus amigos, recordando la muerte de los estudiantes que perdieron sus poderes, especialmente Tag, que por lo general lo motiva a realizar hazañas de fuerza o valentía increíble. Él también tiene una fuerte sensibilidad hacia sus compañeros de equipo, como cuando animó a Arena a "superarse a sí misma" tras la muerte de Ícaro, así como cuando reconoció que no era capaz de verla sin su abaya. Él es muy protector de su compañera de equipo Mercurio. Santo también tiene un fuerte sentido del honor, diciendo a Anole y a Hada que iba a dejar el equipo si no eran incluidos en él.

## Otras versiones

### Dinastía de M
En esta realidad, Santo fue una vez más un luchador superhumano campeón.

## En otros medios

### Televisión
Santo hizo un cameo en el episodio de Wolverine y los X-Men "Retrospección Parte 1". Él fue uno de los mutantes que fueron capturados por la División de Respuesta Mutante.

### Películas
Los poderes de Santo se pueden ver representados por un Centinela del futuro en el asalto final de las futuros centinelas en la película de Fox "X-Men: días del futuro pasado". Él está presuntamente muerto por los futuros centinelas que utilizan poderes mutantes para matarlos mediante sus propias habilidades individuales.